# Дождевик грушевидный
Дождеви́к грушеви́дный (лат. Lycopérdon pyrifórme) — вид грибов из отдела базидиомицетов, входящий в род Дождевик семейства Шампиньоновые (Agaricaceae).
Образует характерные грушевидные плодовые тела с заметными белыми мицелиальными тяжами в основании. Широко распространённый гриб, встречающийся на гниющей древесине.

## Описание

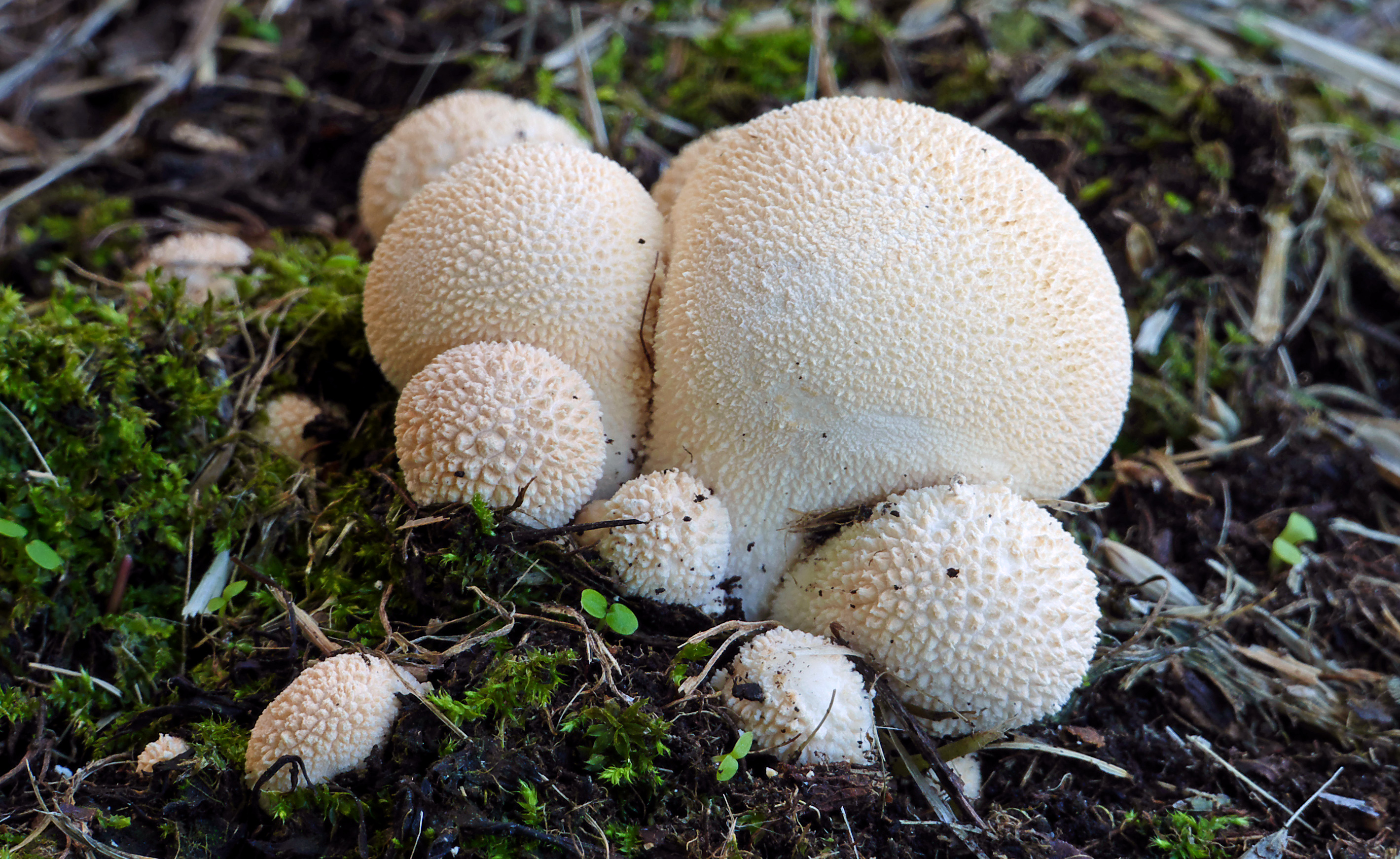

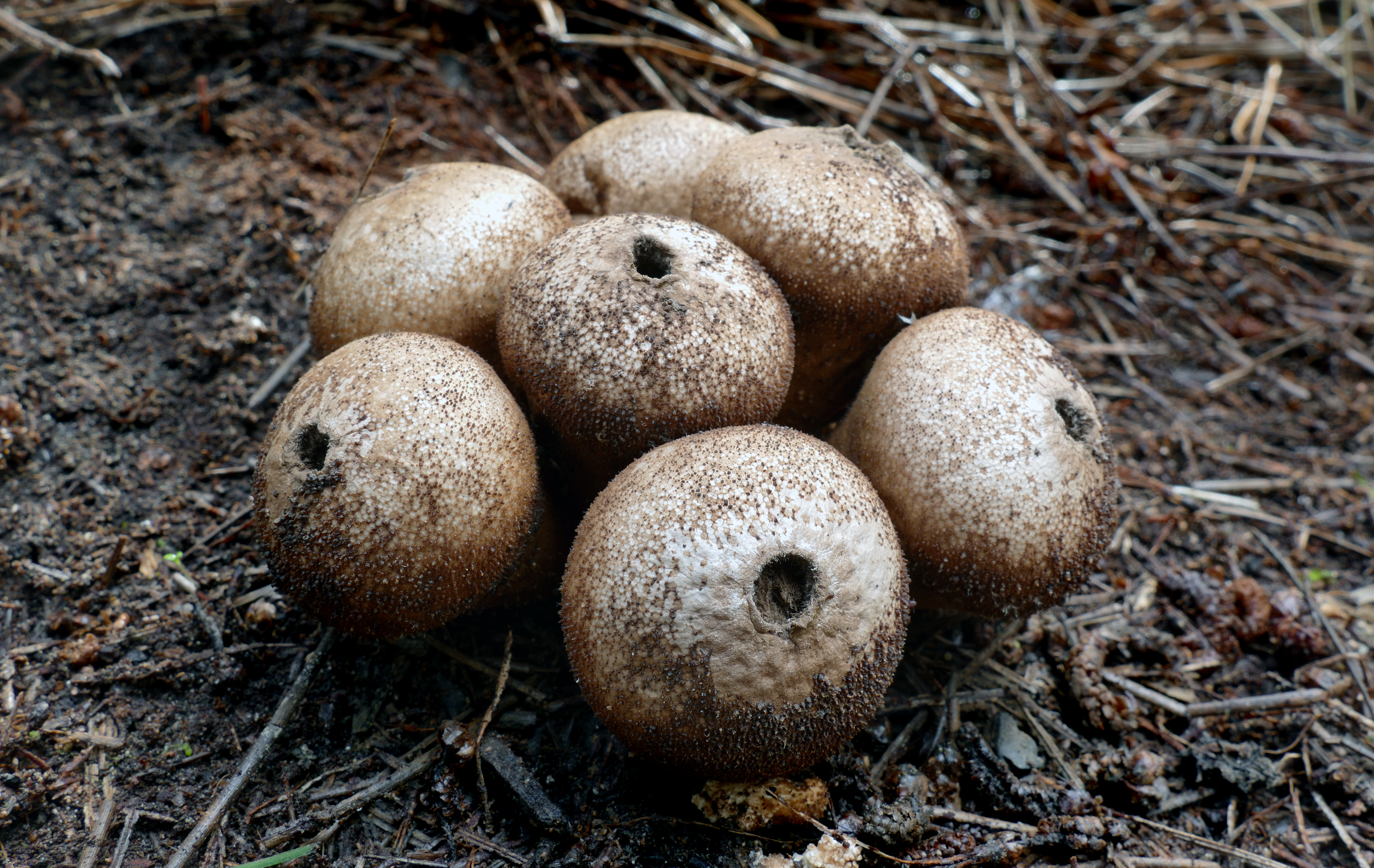

Плодовые тела обратногрушевидной формы, редко почти шаровидные, в больших скоплениях, 1,5—6(7) см высотой. В основании плодовые тела с хорошо заметными белыми мицелиальными тяжами. Экзоперидий на ножке бородавчато-шиповатый, ближе к верхушке прижато-чешуйчатый, вскоре голый. Эндоперидий бумажистый, бледно-коричневый до красно-коричневого.
Глеба у молодых грибов белая, затем оливковая и серовато-коричневая, с сильным запахом, сравниваемым с запахом газа.
Споровый порошок оливково-коричневого цвета. Споры 3,5—4 мкм в диаметре, шаровидные, почти гладкостенные.

## Экология и ареал
Встречается в лесах, садах и парках, на гниющей древесине чаще лиственных пород, большими группами, иногда на зарытой древесине. Обладает очень широким, почти космополитичным ареалом, редок в Средиземноморье.

## Значение
Хороший съедобный в молодом возрасте гриб, пока мякоть упругая, белого цвета.
В плодовых телах обнаружены вещества, обладающие цитостатическим эффектом.

## Синонимы
- Apioperdon pyriforme (Schaeff.) Vizzini, 2017
- Lycoperdon pyriforme subsp. globosum Sosin, 1952
- Lycoperdon pyriforme var. globosum (Sosin) F.Šmarda, 1958
- Lycoperdon pyriforme var. serotinum (Bonord.) Hollós, 1904
- Lycoperdon pyriforme var. tessellatum Pers., 1801
- Lycoperdon serotinum Bonord., 1857
- Morganella pyriformis (Schaeff.) Kreisel & D.Krüger, 2003
- Utraria pyriformis (Schaeff.) Quél., 1873